# Избастин, Темиртай Рымтаевич
Темиртай Рымтаевич Избастин (каз. Теміртай Рымтайұлы Ізбастин; род. 10 сентября 1957, п. Баянаул, Павлодарская область, Казахская ССР, СССР) — казахстанский дипломат.

## Биография
Происходит из подрода сатылган каржас рода суюндык племени аргын.

Родился 10 сентября 1957 года в поселке Баянаул Павлодарской области, Казахская ССР.
В 1980 году окончил Алматинский государственный медицинский институт.
В 2008 году окончил Казахский национальный педагогический университет им. Абая.
В 2015 году окончил Софийский университет, Болгария, получив степень доктора философии.
Владеет русским, немецким, болгарским и английским языками.
Имеет дипломатический ранг Чрезвычайного и Полномочного Посланника 2 класса .

### Трудовая деятельность
С 1994 по 1997 годы — работа в посольствах Казахстана в Венгрии и Китае.
С 1997 по 2001 годы — консул РК в г. Дюссельдорф-Мейрбуше, ФРГ.
С 2002 по 2005 годы — консул, советник Посольства РК в Австрии.
С 2005 по 2009 годы — начальник управления, заместитель директора, исполняющий обязанности директора Департамента консульской службы МИД РК.
С 2009 по 2019 годы — руководитель Дипломатической миссии Казахстана в Болгарии.
С 1 ноября 2019 года — 9 декабря 2022 год — чрезвычайный и Полномочный посол Республики Казахстан в Республике Болгария.

## Семья
- Женат, имеет четверо детей[6].
- Жена, Карлыга Кемелевна Избастина (Токаева) (род. 19.09.1956) — сестра президента Казахстана Токаева[7].
- Сыновья: Избастин Каныш Темиртаевич (1981), Мухамед, Бекет,
- Дочь: Дана[8]